# Mramorová jeskyně (Lipljan)
Mramorová jeskyně (albánsky Shpella e Gadimës, res. Shpella e Mermerit, srbsky Мермерна пећина/Mermerna pećina) se nachází u vesnice Donje Gadimlje v blízkosti Lipljanu (25 km jihovýchodně od Prištiny) na území Kosova. Krasová jeskyně, kterou voda vyhloubila ve mramorových vrstvách skal je v současné době stále do velké míry neprozkoumaná. 

## Historie
Jeskyni objevil v roce 1969 místní vesničan Ahmet Asllani při práci na své zahradě. Jeskynní systém byl původně zanesen blátem a bahnem. V roce 1976 byla upravena a otevřena pro veřejnost, turistická trasa zde měla délku okolo 440 m. Jeskyně vznikala v době posledních 80 milionů let. 

## Popis
Jeskyně vznikla velmi unikátním způsobem, kdy krasové procesy probíhaly v mramorových vrstvách. Má celkem tři patra a zmapované chodby mají délku 1260 m. Tři metry pod střední úrovní protéká řeka Klisur, která napájí několik rozsáhlých podzemních jezer (cca okolo pětadvaceti), která se nacházejí na nejnižší úrovni jeskyně. Některá jsou až 10 metrů hluboká. V jeskyni se také nachází několik galerií: vstupní galerie, západní galerie, východní galerie a severní galerie. Některé z chodeb nesou své vlastní názvy (dlouhá, modrá, údolí slz). V některých z nich nesou stěny různé barvy a přecházejí z červené přes žlutou až po bílou. Na různých místech se nacházejí aragonitové krystaly. 
V současné době je jeskyně evidována jako přírodní památka na území Kosova, chráněná oblast má rozlohu 56,25 ha. Teplota v jeskyni se po celý rok pohybuje okolo 12–15 °C. 